# Токіва-Мару
Токіва-Мару (Tokiwa Maru) — транспортне судно, яке під час Другої світової війни взяло участь у операціях японських збройних сил в архіпелазі Бісмарка.
У грудні 1943-го судно перебувало в архіпелазі Бісмарка, де японське угруповання вело боротьбу за Соломонові острови та Нову Гвінею (втім, на той час японські сили в архіпелазі вже були на межі виснаження й через кілька місяців будуть повністю відрізані). Відомо, що 13 грудня під час прямування неподалік від центральної частини західного узбережжя острова Нова Ірландія Токіва-Мару потопили літаки ВМС США наземного базування.